# David Samanez Ocampo

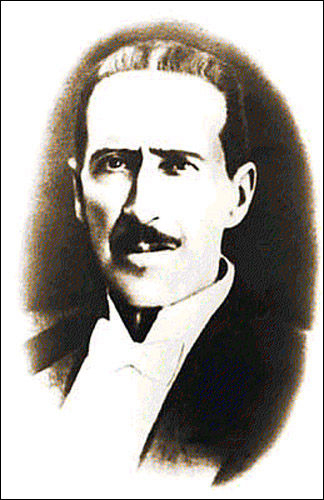
David Samanez Ocampo y Sobrino

David Samanez Ocampo y Sobrino (* 1866 in Huambo, Provinz Andahuaylas; † 13. Juli 1947 in Lima), peruanischer Geschäftsmann und Politiker, amtierte vom 11. März bis 8. Dezember 1931 als Präsident seines Landes.
Samanez war der Sohn eines Großgrundbesitzers. Er profilierte sich als Gegner des diktatorisch regierenden Präsidenten Augusto Leguía y Salcedo und versuchte 1910 als Parlamentarier, in einen Aufstand die Kontrolle über die Stadt Cusco zu erlangen. 
Nach der Absetzung Leguías 1930 wechselten sich in kurzer Folge mehrere Präsidenten ab, ohne dass die Unruhen im Lande endeten. Samanez hatte sich in der Zwischenzeit nationales Ansehen erworben und galt als integer; am 11. März 1931 übernahm er die Präsidentschaft vom sechs Tage im Amt befindlichen Gustavo Jiménez. Gleich nach der Amtsübernahme rief Samanez Präsidentenwahlen sowie die Wahl einer verfassunggebenden Versammlung aus.
Samanez setzte die bürgerlichen Freiheitsrechte wieder ein, die Parteien organisierten sich wieder und die geheime Wahl wurde eingeführt. Nach den Wahlen vom 11. Oktober übergab er die Amtswürden am 8. Dezember an den Wahlsieger Luis Miguel Sánchez Cerro. 